# تهاجم ژاپن به تایوان (۱۸۷۴)
تهاجم ژاپن به تایوان (انگلیسی: Japanese invasion of Taiwan) موفقیت این اردوکشی، اولین استقرار ارتش امپراتوری ژاپن در خارج از کشور و نیروی دریایی امپراتوری ژاپن را به نمایش گذاشت، و همچنین شکنندگی و ضعف دودمان چینگ را نشان داد. پس از این نبرد، نفوذ و قدرت تسلط چین بر تایوان به شکل قابل توجهی کاهش یافت.